# Reggenza di Balangan
La reggenza di Balangan (in indonesiano: Kabupaten Balangan) è una reggenza dell'Indonesia, situata nella provincia di Kalimantan Meridionale.